# Auberry (California)
Auberry es un lugar designado por el censo ubicado en el condado de Fresno en el estado estadounidense de California. En el año 2000 tenía una población de 2,053 habitantes y una densidad poblacional de 41 personas por km².

## Geografía
Auberry se encuentra ubicado en las coordenadas 37°4′N 119°29′O / 37.067, -119.483. Según la Oficina del Censo, la ciudad tiene un área total de 49,8 km² (19,2 mi²), de la cual 49,6 km² (19,2 mi²) es tierra y 0,2 km² (0,1 mi²) (0.36%) es agua.

## Demografía
Según la Oficina del Censo en 2000 los ingresos medios por hogar en la localidad eran de $34,621, y los ingresos medios por familia eran $42,083. Los hombres tenían unos ingresos medios de $36,172 frente a los $27,097 para las mujeres. La renta per cápita para la localidad era de $18,106. Alrededor del 13.8% de la población estaban por debajo del umbral de pobreza.